# Rás al-Chajma (emirát)
Rás al-Chajma (arabsky رأس الخيمة‎, doslova znamená „vrcholek stanu“) je jedním ze sedmi autonomních emirátů Spojených arabských emirátů. Stejně se jmenuje i jeho hlavní město Rás al-Chajma.

## Geografie
Emirát se nachází v severní části Spojených arabských emirátů u Perského zálivu. Skládá se ze územně nesouvisejících částí, větší severní, v níž se nachází metropole emirátu, a o něco menší jižní. Západ severní části je pokryt pouští. Obě části od sebe odděluje výběžek sousedního emirátu Fudžajra). Charakteristické pro tento emirát je příjemné podnebí a místy zalesněné pohoří Al-Hadžar. Je to 4. největší emirát. Byl vždy považován za důležité obchodní centrum mezi východem a západem.

## Správa emirátu
Emirát je absolutní monarchií, která se navzdory svojí velikosti a rozdělení území na dvě nesouvisející části, nečlení na žádné nižší správní celky. Přesto zde však podobně jako v dalších administrativně nečleněných emirátech (Dubaj, Umm al-Kuvajn) působí od roku 1959 správní instituce zvaná „Obec Rás al-Chajma“ (anglicky Ras Al-Khaimah Municipality), mající na starosti běžné každodenní záležitosti emirátu.

## Obyvatelstvo
Vývoj počtu obyvatel a hustoty zalidnění zachycuje tabulka:
| rok  | způsob  | počet obyvatel | hustota zalidnění |
| ---- | ------- | -------------- | ----------------- |
| 1980 | sčítání | 73 918         | 43,9              |
| 1985 | sčítání | 96 578         | 57,4              |
| 1995 | sčítání | 143 334        | 85,1              |
| 2005 | sčítání | 210 063        | 124,7             |
| 2010 | odhad   | 413 000        | 245,2             |
| 2013 | odhad   | 422 000        | 250,6             |

## Poštovní známky
Od roku 1964 vydával emirát poštovní známky označené „Ras al-Khaima“. Přes nevyjasněnou poštovní funkci některých emisí odborníci tyto známky do katalogů zařadili. Celkové množství vydaných známek je 617 a 6 služebních, přičemž se jednalo o typické obchodně filatelistické emise a přibližně třetina známek byla leteckých. Známky vycházely do roku 1972.

## Al Marjan Island

Al Marjan Island

Al Marjan Island je umělý korálový ostrov v Rás-al Chajma. Je turistickým centrem se spoustou hotelů. V moři je bohatá biologická diverzita. Na pobřeží i na moři se provozuje spoustu sportovních aktivit. V roce 2018 byl na Silvestra na ostrově ohňostroj, který překonal 2 světové rekordy. Výstavba ostrova stála přes 19 miliard AED (133 mld. korun českých).